# Semko (powieść)

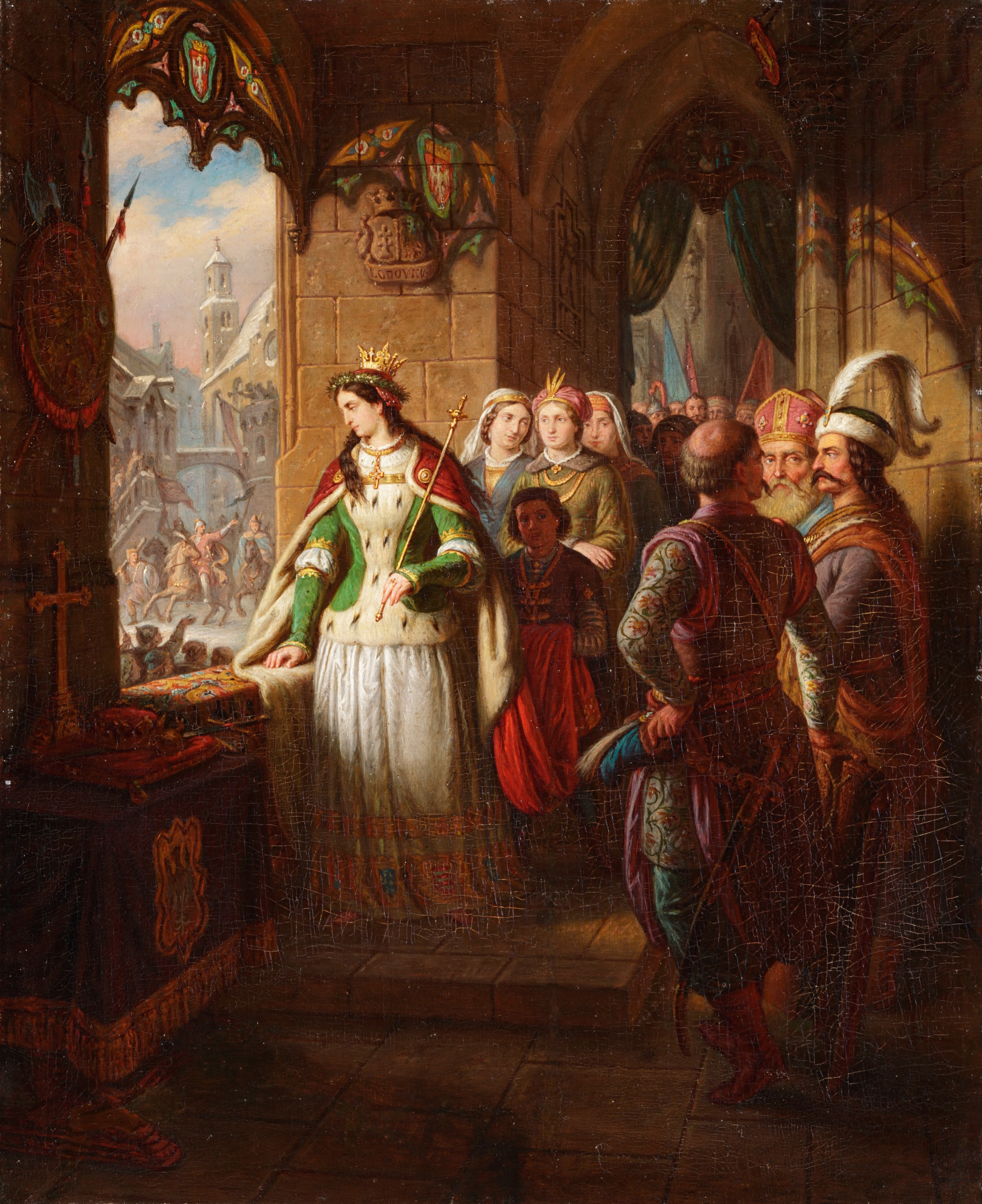
Jadwiga obserwująca wjazd Jagiełły na Wawel (mal. Aleksander Lesser, 1854)

Semko (Czasy bezkrólewia po Ludwiku. Jagiełło i Jadwiga) – trzytomowa powieść historyczna Józefa Ignacego Kraszewskiego wydana po raz pierwszy (i jedyny za życia autora) w 1882 roku, należąca do cyklu Dzieje Polski.
Jej główny motyw literacki stanowi walka o władzę w XIV-wiecznej Polsce na tle wewnętrznego chaosu po śmierci Ludwika Węgierskiego. Tytułową postać księcia mazowieckiego autor wykorzystał dla ukazania go jako obiektu politycznych rozgrywek w ciągu czterech lat życia Polski (1382-1386) w niebezpiecznym momencie zwrotnym zmiany dynastii.
Rękopis utworu przechowywany w Bibliotece Narodowej, uległ zniszczeniu podczas powstania warszawskiego w 1944 r.

## Treść
Po zgonie niechętnie tolerowanego władcy, podczas długotrwałego bezkrólewia nie tylko odżywa dawny konflikt pomiędzy Wielkopolską i Małopolską, ale odnawia się niszczący dla Wielkopolan, krwawy spór Grzymalitów z Nałęczami. Zniweczone zostają też plany dynastyczne zmarłego króla, gdy Polacy zgodnie odrzucają kandydaturę Zygmunta Luksemburskiego i kwestionują przyznanie korony starszej córce zmarłego – Marii, a Wielkopolanie wprost domagają się objęcia tronu przez rodzimego potomka piastowskiej dynastii. Wewnętrzny zamęt pogłębiają intrygi krzyżackie i w tę dramatyczną sytuację zostaje ostatecznie wmanewrowany młody i niedoświadczony książę płocki Siemowit IV (Semko), któremu zarówno krzyżacy, jak i właśni zwolennicy pod wodzą Bartosza z Odolanowa wmawiają szanse na szybkie objęcie tronu. Temu rozwiązaniu sprzeciwiają się jednak Małopolanie, co faktycznie doprowadza niemal do wybuchu wojny domowej. Groźbę ponownego rozbicia państwa ratuje odwlekana decyzja węgierskiej królowej-wdowy Elżbiety, przeznaczającej na tron polski młodszą ze swych córek – Jadwigę. Gdy przybywa do Polski i powstaje problem znalezienia dla niej odpowiedniego małżonka, odżywają ponownie nadzieje stronników mazowieckiego Semka pragnących za wszelką cenę osadzić go w Krakowie. Zamiar ten niweczy jednak zdecydowany opór małopolskich panów. W sytuacji nieuchronnego impasu pojawia się nagle nowe rozwiązanie - kandydatura wielkiego księcia Litwy, Jagiełły, która obu krajom doraźnie i w przyszłości obiecuje wielostronne korzyści. Rzecznikiem jego sprawy staje się Semko, który sam zawarł z Jagiełłą korzystną ugodę. Kolejną trudność stwarza jednak młoda królowa, która odrzuca Litwina jako kandydata na męża, pozostając wierna Wilhelmowi Habsburgowi, któremu przyrzeczono ją jeszcze w dzieciństwie. Komplikując już napiętą sytuację, zachęcony Wilhelm przybywa do Krakowa jako kolejny niemiecki pretendent do tronu. W rezultacie omal nie dochodzi do ucieczki i uprowadzenia młodej królowej, czemu w ostatniej chwili zapobiega królewski dworzanin Dymitr z Goraja. W szczęśliwym zakończeniu Jadwiga ostatecznie godzi się na związek z Jagiełłą, a Semko poślubia obiecaną przez niego siostrę Olgę.